# سیارک ۴۶۹۳
سیارک ۴۶۹۳ (به انگلیسی: 4693 Drummond، نامگذاری:1983WH) چهار هزار و ششصد و نود و سومین سیارک کشف شده‌است که در ۲۸ نوامبر ۱۹۸۳ کشف شد.
قدر مطلق سیارک برابر ۱۳٫۵۰ است.